# Uromyces ari-triphylli
Uromyces ari-triphylli är en svampart som först beskrevs av Ludwig David von Schweinitz, och fick sitt nu gällande namn av Seeler 1942. Uromyces ari-triphylli ingår i släktet Uromyces och familjen Pucciniaceae.   Inga underarter finns listade i Catalogue of Life.